# Декорација керамике
Декорација керамике је врста апликације, наношења различитих материјала на керамички производ, како би се добио лепши естетски изглед, и тиме и постигао одређени ефекат на одређеном месту или читавом производу при самој декорацији. Тако се поред естетког, декорацијом керамике постиже и фумкционални израз унутрашњег склопа сваког појединачног сакралног или свакодневног предмета.

## Историја
Историјски гледано, декорација керамике развијала се прилично споро, будући да је било потребно открити одговарајуће материјале и технологију печења која је морала да обзеди потребну температуру.
Први трагови  декорације глинене керамике  откривени су  у једном храму у Еламу  источно од Сумера и Акада (савремени Ирак) и на локалитету Чога Занбил (који је датиран у 13. век п. н. е. Док је добро познати каснији пример декорисане керамике настао 1049. године  у време династије Сунг, откривен у Гвозденој пагоди  у Каифенгу у Кини.

## Врсте декорације керамике
Готови производи керамике након израде и печења још увек нису готови керамичке производи За њих
су потребне завршне операције, почев од додатна механичка завршна обрада, декорације до процеса
застакљивање, метализација... Ови процеси су специфични за одређене производе и зависе од њиховог облика, намене и димензија. Од свих додатних процеса дораде керамике углавном се највише примењује глазирање како би се њим постигла прва естетика, а потом и одређена специфична својства производа (сјај, отпор према одређеним средствима итд.)....

## Састав материјала за декорацију
Глазура за декорацију мора бити течна како би на материјалима за глазирање функционисала слично течности. Течна глазура има високу тачку таложења стаклених форми што омогућава силицијум-диоксид, а понекад и бор триоксид. Сирови материјали керамичких глазура углавном укључују силицијум-диоксид, који је главни материјал у стакларству.
Разни оксиди метала, као што су натријум, калијум и калцијум, делују као флукс и тиме спуштају температуру топљења глазуре.
Алуминијум оксид, који се често добија од глине, стеже растопљену глазуру и тиме спречила да се она разлива по керамици током наношења.
Колорити глазури, дају нпр. оксид гвожђа, бакар карбонат или кобалт карбонат , а понекад и мешавине као што су калај оксид или цирконијум оксид, и користе се за модификацију визуелног изгледа глазираног предмета.

## Врсте декорације

### Декорација печаћењем
Декорација керамике печаћењем представља једну од најпопуларнијих техника украшавања посуда у римској керамичкој производњи. Иако се сматра да почива на традицијама орнаментисања посуда које потичу из праисторијског раздобља, ова техника је временом, под утицајем источних и западних радионица, у Римском царству постала техника коју су римски грнчари радо примењивали у античком и касноримском периоду..
Успостављање хронолошког оквира за употребу печатног орнамента није могуће, с обзиром на то да се мотиви не везују за поједина раздобља, већ се њихов одређени број провлачи током читавог римског периода.

### Декорација бојом
Један од основних начина украшавања керамичких површина је примена боја које се производе у великом броју и које су као такве за керамичаре лако доступне. Велики број фабрика који се баве производњом керамичких боја, сировина и других керамичких материјала из дана у дан, развијају сопствени асортиман све и све већи дијапазон боја и број производа.

### Агатеваре
Агатеваре је техника (назван по својој сличности са кварцним минералним ахатом минералом и драгим каменом различитих слојева боја) заснована на мешању глина различитих боја, При томе оне се мешају тако да свака глина у смеши изгуби своје индивидуални идентитете. Производи имају посебан „вештачки” или шарени изглед.
Термин „агатеваре” се користи да опише такве производе у Уједињеном Краљевству; у Јапану се користи појам „nerikomi.” а у Кини још од династије Танг, овако декорисан керамика носи назив „marbled”
Код примене ове технике мора да се води посебна пажња у избору глине које се користе за израду агатевареса, јер глине морају имати одговарајуће карактеристике за термичку обраду.

### Енгобирање
Енгобинг једна је од најквалитетнијих и најраспрострањенијих техника у свету и пуно се вежба. Не постоји изложба савремене светске керамике у којој ова техника није заступљена, на изложеној керамици.
Енгоба се увек наноси на полусув предмет, четкицом, умакањем или прскањем (air brus — ваздушном четкицом), а може се наносити и на печен, бисквитиран. предмет
Код украшавања ливених предмета, посебно у каменој техници, техника енгобеа има значајну примену (као нпр керамика фабрике Wedgwood).

### Декорација златом
Декорација златом се користи искључиво на некој висококвалитетној посуди. Постоје различите методе за примену злата, који укључују:
- Best gold - суспензија златног праха у есенцијалним уљима помешаним са флуксом и живиним солима. За његово наношење може се применити сликарска техника.
- Acid Gold - облик златне декорације развијен почетком 1860-их у енглеској фабрици Mintons Ltd, Stoke-on-Trent. Претходно глазирана површина пре наношења злата нагриза се разблаженом флуороводичном киселином. Процес захтева велику вештину и користи се за украшавање само производа врхунског квалитета.
- Bright Gold - састоји се од раствора златног сулфосината заједно са другим металним резонатима и флуксом. Име произлази из изгледа декорације одмах после уклањања из пећи, јер не захтева полирање.
- Mussel Gold  - стар начин декорације злата. Декорација се израђује од грубих златних листића, шећера и соли. По наношењу декорације предмет се пере како би се са њега уклаонио растварач.

### Глазура
Глазуре су стакла које се разликују од индустријског стакла тако што се не појављују самостално, већ увек захтевају бисквитну подлогу. Оне су мешавине стаклених материјала, глине, боје и воде.
- Примери керамичких предмета са глазуром
- Керамика, период Нара
- Мајсенски порцелан, са плавом подглазуром на порцелану
- Тест плоча са различитим глазурама
- Техника декорисања керамеке у 20. веку

Према врсти предмета за које су намењени глазуре се деле на:
- лончарско-грнчарске,
- глазура за керамику
- глазуре за порцелан.

Глазуре се наносе на добро очишћену подлогу, са које мора бити уклоњена прашине, полусувим сунђером или четкицом. У индустријским условима, у уметничким атељеима, користи се метода прскањем (air brus — ваздушном четкицом).
Код употребе глазура, како би се стекла права слика, која зависи од врсте и количини нанетих глазур (квалитета наноса), потребно је стећи одређено искуство у декориративним техникама.

### Порцелан
Порцелан је врста полупрозирне керамике која се обрађује на вишим температурама (1.200°C до 1.400°C) него обична грнчарија, па тако добија чврстину попут камена (каменина).
Од порцелана се израђују разни украсни предмети али и кухињско посуђе. Врло је познат кинески порцелан, који се израђује од глатке пасте на бази глине каолин и фелдспата (petuntse). На тај начин структура додатно отврдне, јер се попуне све микроскопске рупе.
Порцелан  који је беле  боје и полупрозирног изгледа углавном се украшава цртежима, па тако, поред чврстине добија и лепши изглед. У зависности од жељеног украса, пигменти, енгобе или соли метала за бојење могу се нанети испод, у или на глазуру у различитим међустепенима. Тада се говори се о глазурној декорацији, инглазираној декорацији или подглазурној декорацији.